# Campeonato Paulista 1932
In 1932 werd het 31ste Campeonato Paulista gespeeld voor clubs uit de Braziliaanse staat São Paulo. De competitie werd gespeeld van 1 mei tot 18 december. Palestra Itália werd kampioen. 
Dit was het laatste amateurkampioenschap, vanaf 1933 werd het profvoetbal ingevoerd.

## Eindstand
| Plaats | Club              | Wed. | W  | G | V  | Saldo | Ptn. |
| ------ | ----------------- | ---- | -- | - | -- | ----- | ---- |
| 1.     | Palestra Itália   | 11   | 11 | 0 | 0  | 49:8  | 22   |
| 2.     | São Paulo         | 11   | 8  | 1 | 2  | 36:13 | 17   |
| 3.     | Juventus          | 11   | 8  | 0 | 3  | 31:18 | 16   |
| 4.     | Germânia          | 11   | 4  | 3 | 4  | 25:32 | 11   |
| 5.     | Santos            | 11   | 5  | 0 | 6  | 26:31 | 10   |
| 6.     | Portuguesa        | 11   | 4  | 2 | 5  | 23:26 | 10   |
| 7.     | Corinthians       | 11   | 5  | 0 | 6  | 29:28 | 10   |
| 8.     | Ypiranga          | 11   | 4  | 2 | 5  | 27:22 | 10   |
| 9.     | AA São Bento      | 11   | 3  | 3 | 5  | 22:27 | 9    |
| 10.    | Atlético Santista | 11   | 3  | 2 | 6  | 22:39 | 8    |
| 11.    | Sírio             | 11   | 4  | 0 | 7  | 19:28 | 8    |
| 12.    | Internacional     | 11   | 0  | 1 | 10 | 13:50 | 1    |

|  | Kampioen |

### Kampioen
| Campeonato Paulista de 1932         |
| São Paulo                           |
| ----------------------------------- |
| PALESTRA ITÁLIA Kampioen (4° titel) |

## Topschutter
| Speler            | Speler | Goals | Club            |
| ----------------- | ------ | ----- | --------------- |
| Vlag van Brazilië | Romeu  | 18    | Palestra Itália |